# Giovanni de La Lande
Giovanni La Lande (Dieppe, 1615 – Ossenon, 19 ottobre 1646) è stato un religioso francese della Compagnia di Gesù, missionario presso gli indiani dell'America del Nord.
Entrato nella Compagnia di Gesù come coadiutore laico, venne inviato in Canada come missionario presso gli uroni: mentre si recava assieme a Isaac Jogues in missione di pace presso gli irochesi, venne da loro catturato e decapitato.
Appartiene al gruppo degli otto martiri canado-americani proclamati santi nel 1930 da papa Pio XI.